# 上杉憲俊
上杉 憲俊（うえすぎ のりとし）は、安土桃山時代から江戸時代前期にかけての武士。深谷上杉家9代当主。

## 略歴
天正7年（1579年）、上杉氏憲の嫡男として誕生した。
父は後北条氏に従っており、小田原征伐で所領を失う。当初は父に従い信濃国で暮らすが、元和3年（1617年）に播磨国平福藩主、のち赤穂藩主となる池田輝興に仕える。輝興が罪を得ると、それに従い岡山へ随行した。
一説には慶長5年（1600年）の関ヶ原の戦いの直前に、上杉景勝から仕官の誘いがあったとも云われるが、定かではない。